# Polonia Warszawa (pływanie)
MKS Polonia Warszawa (oficj. Miejski Klub Sportowy Polonia Warszawa) – sekcja pływacka klubu sportowego Polonia Warszawa przy Zespole Szkół Sportowych nr 72.

## Krótka historia
Sekcja pływacka Polonii Warszawa powstałą w 1916, między 1932-1936 zawiesiłą swoją działalność, od 1937 działa nieprzerwanie. 
Trenerem na przełomie lat 50. i 60. był Zbigniew Kuciewicz, twórca największych sukcesów sekcji.
W 1960 r. powstała Szkoła Podstawowa nr 233 przy ulicy Konwiktorskiej 5/7. Nadano jej imię Xawerego Dunikowskiego. Dwadzieścia trzy lata później, w sierpniu 1983 r. powstaje Szkoła Podstawowa Sportowa. W maju 1985 r. powstał Zespół Szkół Ogólnokształcących nr 12, w skład którego weszły: wcześniej powstała Szkoła Podstawowa Sportowa oraz nowe Liceum Ogólnokształcące nr LXII. W sierpniu 1987 r. powołano do życia Szkołę Mistrzostwa Sportowego, czyli ciąg klas SMS w LXII Liceum Ogólnokształcącym. 5 maja 1991 r. Liceum Ogólnokształcące przyjęło imię gen. Władysława Andersa.

## Pływacy
Od wielu lat co roku młodzi pływacy zdobywają większość medali na Mistrzostwach Polski. Wychowankowie: Bartosz Kizierowski, Dorota Chylak, Łukasz Gąsior, Agnieszka Braszkiewicz, Mariusz Winogrodzki.

## Medaliści mistrzostw Polski - lata międzywojenne
Henryk Eisenbett
- Mistrzostwo Polski (1): 1922 - skoki z wieży
- Brązowy medal Mistrzostw Polski (1): 1925 - sztafeta 4x50 dow. (Stanisław Rothert, Rybiński, Zbigniew Gillewicz, Henryk Eisenbett)

Szymańczak
- Brązowy medal Mistrzostw Polski (1): 1924 - 200 m. klasycznie

Apolonia Tratowa
- Mistrzostwo Polski (4): 1925 - 100 m. dow., 400 m. dow., 1926 - 1500 m. dow., 1927 - 1500 m. dow.
- Wicemistrzostwo Polski (4): 1924 - 400 m. dow., 1927 - 100 m. dow., 400 m. dow., 5000 m (MP długodystansowe).
- Brązowy medal Mistrzostw Polski (2): 1926 - 100 m. dow., 400 m. dow.

Kazimierz Pęciłło
- Wicemistrzostwo Polski (2): 1926 - 400 m. dow. (ex aequo), 1500 m. dow.

Jerzy Jurkowski
- Mistrzostwo Polski (4): 1927 - 200 m. klasycznie, 5000 m (MP długodystansowe),	1928 - 200 m. klasycznie, 1929 - 200 m. klasycznie
- Wicemistrzostwo Polski (2): 1926	200 m. dow., 1930 200 m. klasycznie.
- Brązowy medal Mistrzostw Polski (2): 1930 sztafeta 3x100 zm., 1931 200 m. klasycznie.

Renata Morawska
- Mistrzostwo Polski (1): 1931 - 100 m. dow.

Kłak	
- Mistrzostwo Polski (1): 1937 - 5000 m (MP długodystansowe)

Marian Szczygielski
- Wicemistrzostwo Polski (1): 1937- 5000 m (MP długodystansowe)

Zbigniew Majewski
- Wicemistrzostwo Polski (1): 1938 - 5000 m (MP długodystansowe).

## Olimpijczycy
- Aleksandra Mróz-Jaśkiewicz - Helsinki 1952
- Dorota Chylak - Seul 1988
- Bartosz Kizierowski - Atlanta 1996, Sydney 2000, Ateny 2004, Pekin 2008.
- Łukasz Gąsior - Pekin 2008.